# Serghei Bernstein
Serghei Natanovici Bernstein (în rusă Серге́й Ната́нович Бернште́йн, n. 5 martie 1880 la Odessa - d. 26 octombrie 1968 la Moscova) a fost un matematician rus sovietic.
Este cunoscut pentru contribuțiile în domeniul ecuațiilor cu derivate parțiale, al geometriei diferențiale, teoriei probabilităților și al teoriei aproximării.
Serghei Bernstein și-a susținut doctoratul la Sorbonne în 1904. În 1929 a obținut titlul de academician, iar în 1941 a fost laureat al Premiului Stalin.

## Contribuții științifice
A făcut parte din mulțimea matematicienilor ruși care în acea perioadă s-au afirmat în domeniul analizei matematice și are la activ un lung șir de realizări în teoria funcțiilor (funcții algebrice), teoria ecuațiilor diferențiale și teoria probabilităților.
A introdus polinoamele de interpolare care sunt folosite la teoria aproximării unei funcții continue pe un interval închis, inițiate de Cebîșev.
De asemenea, a adus deosebite în domeniul ecuațiilor cu derivate parțiale de tip eliptic, dând o metodă nouă de rezolvare a acestor ecuații.
A elaborat teoria constructivă a funcțiilor, cu aplicații în diferite domenii ale fizicii matematice.
A stabilit noțiunea de analicitate pentru funcțiile de o variabilă reală.
Are rezultate și în domeniul calculului variațional și în geometrie.
Lucrările sale au fost studiate și generalizate de savanți români ca: Tiberiu Popoviciu (1945), Dimitrie Mangeron (1961), Gheorghe Mihoc (1959), Oleg Aramă (1962) și alții.